# ゲルトルーデ・コーラー
ゲルトルーデ・ゴルナー＝コーラー（独: Gertrude Gollner-Kolar, 1926年1月23日 - 2014年12月22日）は、オーストリアの元女子体操競技選手。2018年1月現在、オーストリア唯一の体操競技世界チャンピオンである。

## 経歴
1926年1月23日、ゲルトルーデ・コーラーはオーストリア共和国のシュタイアーマルク州グラーツで生まれた。
1950年に開催された世界体操競技選手権バーゼル大会に出場し、個人総合で銅メダル、跳馬で銀メダルを獲得。段違い平行棒では金メダルを獲得した。2018年1月現在、コーラーはオーストリアが生んだ史上唯一の体操競技世界チャンピオンである。五輪大会には2度出場し、1948年ロンドン五輪の団体総合で6位、1952年ヘルシンキ五輪の手具体操団体で9位、団体総合では10位の成績を残した。また、1949年から1954年までの間にオーストリア体操競技選手権で合計19個の金メダルを獲得している。
コーラーは長期にわたる闘病生活を送った後、2014年12月22日にドイツ連邦共和国ベルリンのトレプトウ＝ケーペニック区フリードリヒスハーゲンにある自宅で死去した。オーストリア体操連盟は遺族に弔意を表した。